# Fuerte Rouillé
El Fuerte Rouillé (en francés: Fort Rouillé) era un puesto comercial francés situado en Toronto, Ontario, Canadá, que se estableció alrededor de 1750, pero fue abandonado en 1759. El sitio de la fortaleza es ahora parte de las tierras públicas de Exhibition Place. También es el nombre de una calle, situado a 1 km (0,62 millas) al norte del fuerte, que va hacia el sur desde la Avenida Springhurst a las vías del ferrocarril.
Hoy en día, un gran obelisco marca el lugar donde el originalmente los franceses construyeron el Fort Rouillé.
Los cimientos fueron excavados entre 1979 y 1980 por la Junta Histórica de Toronto, y de nuevo en 1982 por el Comité de Juventud de la Junta del Sesquicentenario de Toronto. El contorno de la fortaleza original fue marcada en concreto alrededor del obelisco. Dos placas conmemorativas - una en Inglés y otra en francés - se unen a la base del obelisco, colocadas allí por la Fundación de patrimonio de Ontario.